# Sokorbé
Sokorbé (auch: Socorbé, Sokorbey) ist eine Landgemeinde im Departement Loga in Niger.

## Geographie

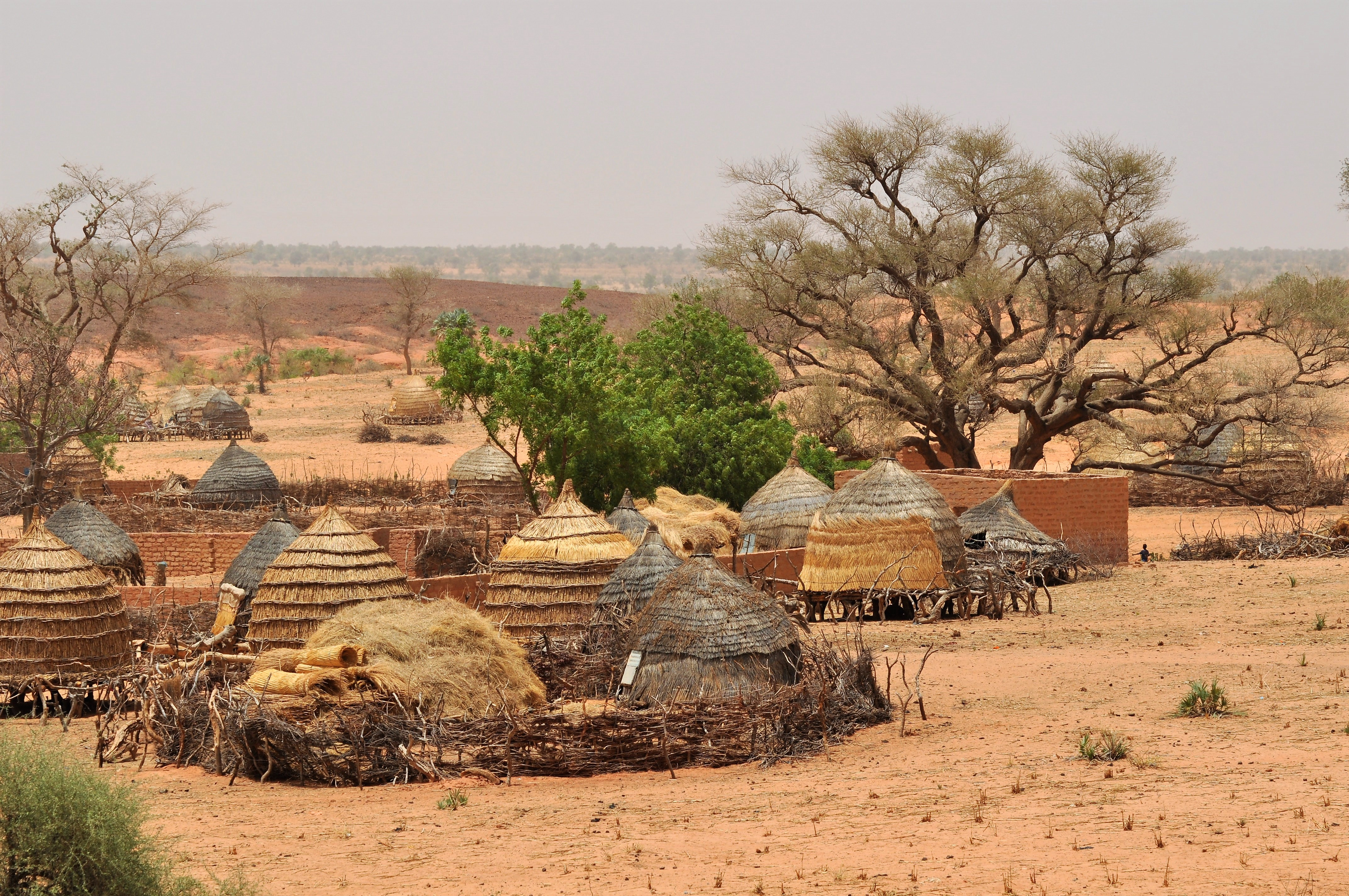
Hütten im Hauptort Sokorbé (2019)

Sokorbé liegt am Übergang der Sahelzone zur Großlandschaft Sudan. Bei den Siedlungen im Gemeindegebiet handelt es sich um 22 Dörfer, 38 Weiler und 20 Lager. Der Hauptort der Landgemeinde ist das Dorf Sokorbé. Das nach Einwohnern größte Dorf ist Moussa Dey Béri. Die Nachbargemeinden Sokorbés sind Loga im Norden, Mokko im Osten, Garankédey im Süden und Dantchandou im Westen.
Die Landschaft ist von Dünen geprägt. Stellenweise gibt es endorheische Senken. Die Steppenvegetation besteht aus Sträuchern, mit Guiera senegalensis als vorherrschender Art. Im Hauptort wurde die Schlangenart Weißbauch-Sandrasselotter (Echis leucogaster) gesichtet.

## Geschichte

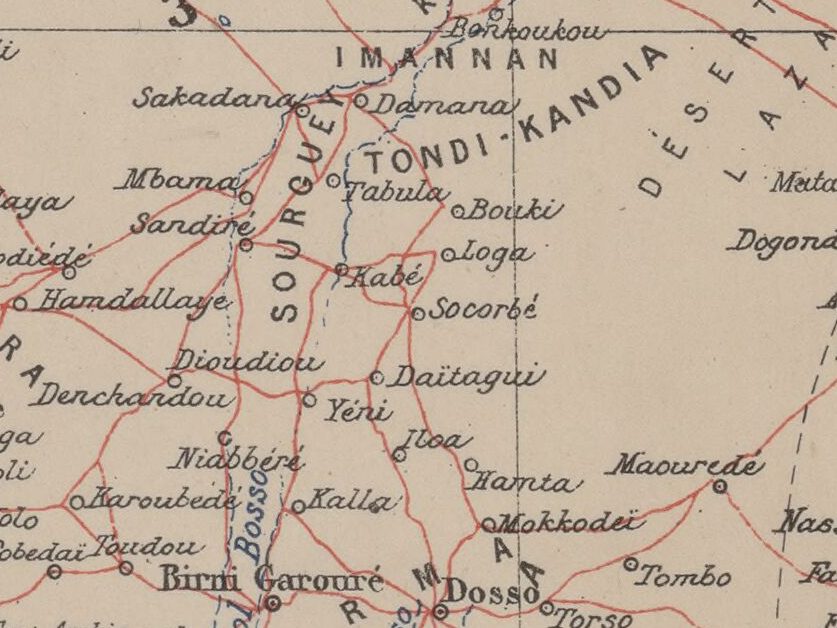
Ausschnitt einer Karte von 1903 mit Sokorbé (Socorbé) im Zentrum

Sokorbé wurde um das Jahr 1800 in einem zuvor unbesiedelten Gebiet von Maouri, einer Untergruppe der Hausa, gegründet, die unter ihrem Anführer Tamo aus Matankari kamen. Die Nachfolger Tamos trugen den Titel Mayaki.
Die Landgemeinde Sokorbé ging 2002 bei einer landesweiten Verwaltungsreform aus dem Kanton Sokorbé hervor.

## Bevölkerung

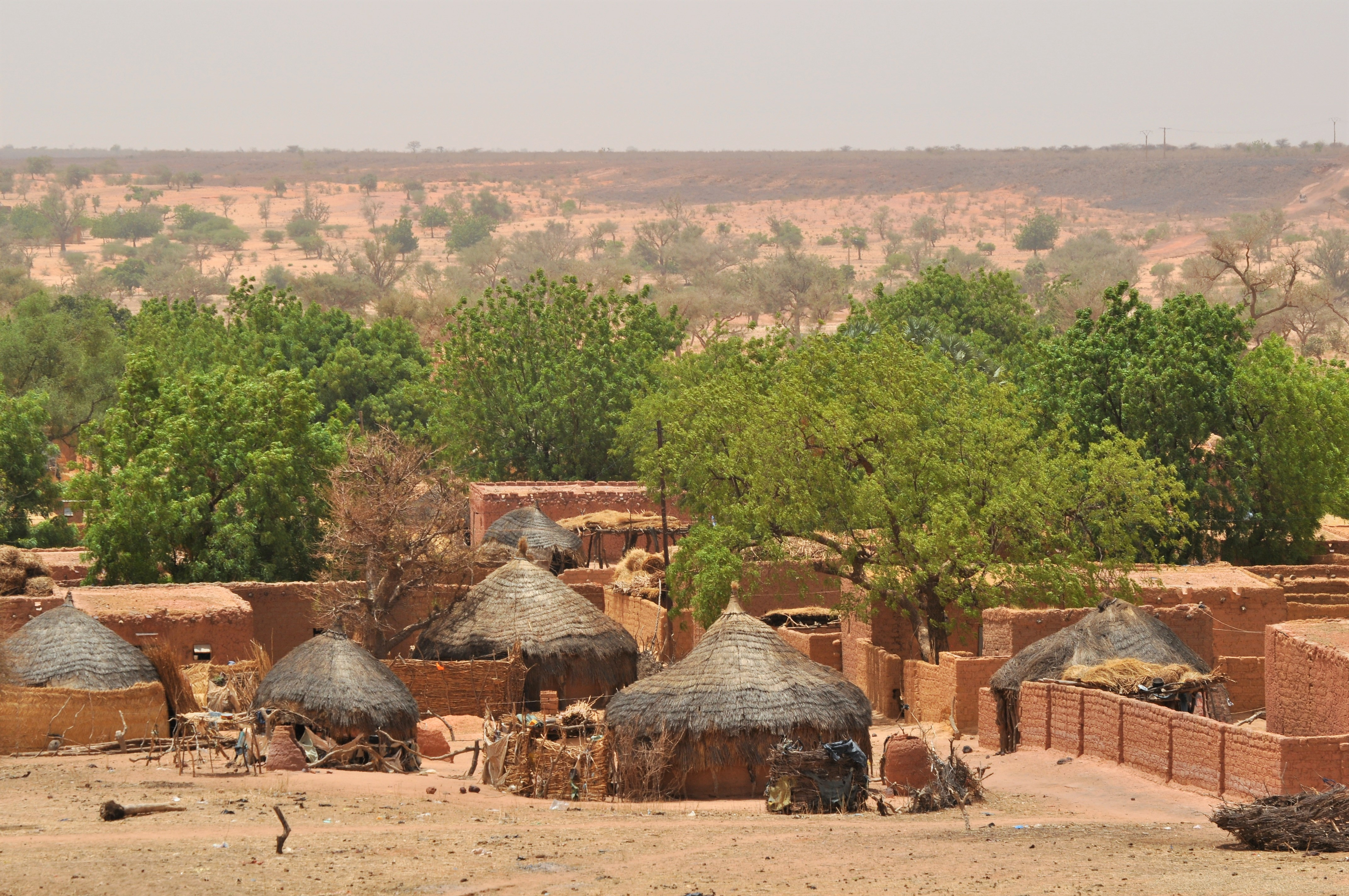
Hütten im Hauptort Sokorbé (2019)

Bei der Volkszählung 2012 hatte die Landgemeinde 35.579 Einwohner, die in 4876 Haushalten lebten. Bei der Volkszählung 2001 betrug die Einwohnerzahl 29.253 in 3827 Haushalten.
Im Hauptort lebten bei der Volkszählung 2012 4358 Einwohner in 601 Haushalten, bei der Volkszählung 2001 3817 in 494 Haushalten und bei der Volkszählung 1988 2907 in 418 Haushalten.
In ethnischer Hinsicht ist die Gemeinde ein Siedlungsgebiet von Zarma, Arawa und Goubawa.

## Politik
Der Gemeinderat (conseil municipal) hat 13 gewählte Mitglieder. Mit den Kommunalwahlen 2020 sind die Sitze im Gemeinderat wie folgt verteilt: 7 MODEN-FA Lumana Africa, 3 PNDS-Tarayya, 2 ANDP-Zaman Lahiya und 1 CDS-Rahama.
Jeweils ein traditioneller Ortsvorsteher (chef traditionnel) steht an der Spitze der 22 Dörfer in der Gemeinde, darunter dem Hauptort.

## Wirtschaft und Infrastruktur

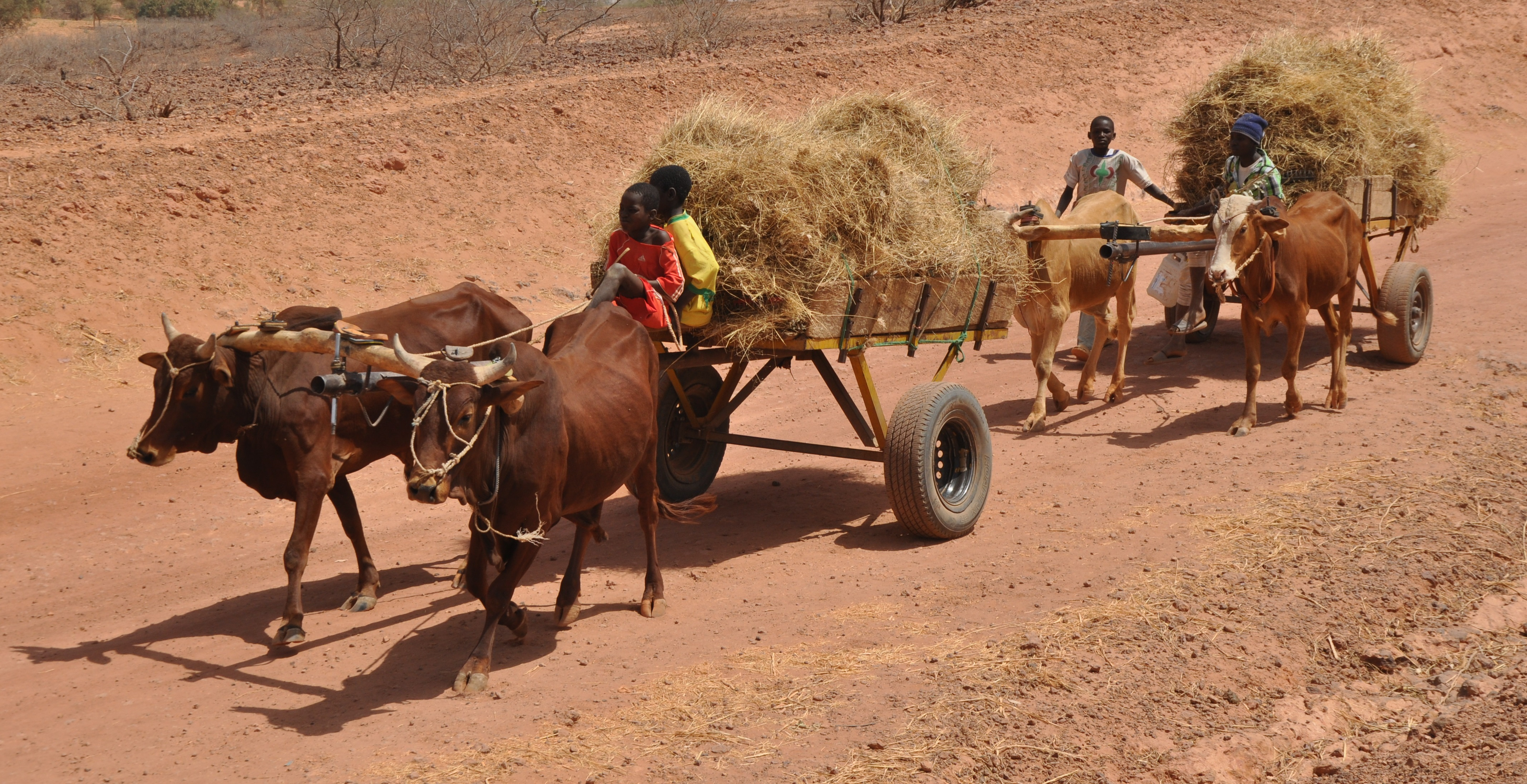
Ochsenkarren in Sokorbé (2019)

Die Gemeinde liegt in einer Zone, in der Regenfeldbau betrieben wird. Von wirtschaftlicher Bedeutung ist auch die Arbeitsmigration ins Ausland. Die Niederschlagsmessstation im Hauptort wurde 1989 in Betrieb genommen.
Gesundheitszentren des Typs Centre de Santé Intégré (CSI) sind im Hauptort sowie in den Siedlungen Bamey, Madou und Moussa Dey Béri vorhanden. Das Gesundheitszentrum in Moussa Dey Béri verfügt über ein eigenes Labor und eine Entbindungsstation. Der CEG Sokorbé und der CEG Moussa Dey Béri sind allgemein bildende Schulen der Sekundarstufe des Typs Collège d’Enseignement Général (CEG). Beim Centre de Formation aux Métiers de Sokorbé (CFM Sokorbé) handelt es sich um ein Berufsausbildungszentrum.
Durch die Gemeinde führt die Nationalstraße 14 zwischen Dosso und Loga. Von der Nationalstraße 14 zweigen im Hauptort die Route 334 nach Koygolo und in der Nähe des Dorfes Moussa Dey Béri die Route 362 nach Goutoumbou ab.